# Pélasges
Pélasges (en grec ancien Πελασγοί / Pelasgoí) est le nom donné par les Grecs anciens aux premiers habitants de la Grèce, avant l'arrivée des Achéens, des Éoliens et des Ioniens.

## Étymologie
Incertaine, l'étymologie de ce nom est peut-être liée à celle du grec πέλαγος - pélagos (« large, haute mer »).

## Mentions dans la littérature grecque

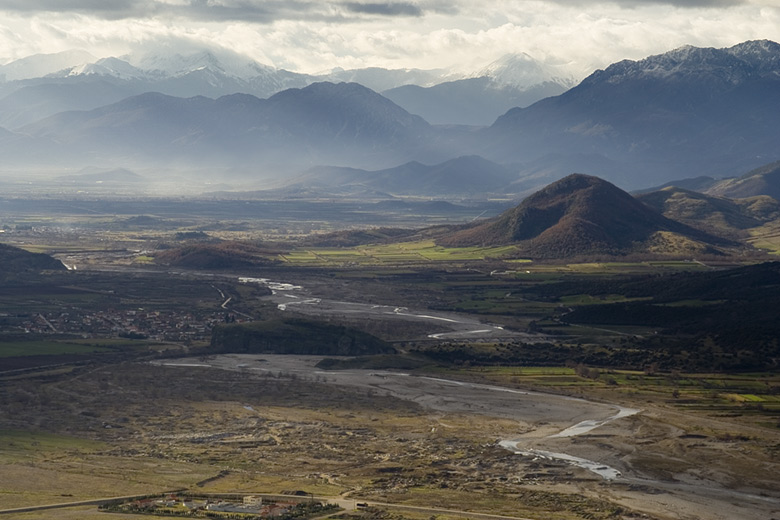
Plaine de Thessalie, lieu d'origine des Pélasges selon Homère.

Au VIIIe siècle av. J.-C., Homère est le premier à les mentionner comme étant un peuple originaire de Thessalie : « les tribus des Pélasges aux bonnes lances, des Pélasges habitants de la plantureuse Larisse ». Il précise aussi que la cité d'Argos est appelée « pélasgique ». La Pélasgiotide est une région de Thessalie.
Au Ve siècle av. J.-C., Hérodote déclare que le premier nom de la Grèce était Pélasgie (Πελασγία) et donne une origine pélasgique aux Éoliens.
Hérodote cite Hécatée de Milet : les Athéniens ne sont pas pélasgiques. Ne pouvant se nourrir, car sur l'Acropole rien ne poussait, les Athéniens ont chassé les Pélasges des terres basses qu'ils occupaient encore aux pieds de l'Acropole. Les Athéniens auraient initialement laissé aux Pélasges ces basses terres formées des marécages du Céphise qu'ils croyaient stériles, en dessous de l'Hymette, avant de s'apercevoir qu'elles pouvaient donner d'abondantes récoltes. Les Pélasges de ces terres basses ayant été chassés, il n'en resta que sur l'île de Lemnos, lesquels furent chassés plus tard par Miltiade, fils de Cimon.
En 30 av. J.-C., Diodore de Sicile écrit que les lettres que l'on nomme phéniciennes auraient été importées en Grèce par les Phéniciens et qu'elles portent plus particulièrement le nom de « pélasgiennes » parce que les Pélasges auraient été les premiers à les utiliser.
Vers 100-120 apr. J.-C., dans ses Vies parallèles, Plutarque cite les Pélasges comme possibles ancêtres des Romains : « Après avoir parcouru la plus grande partie de la terre et dompté plusieurs nations, ils s'arrêtèrent au lieu où est aujourd'hui Rome ; et, pour marquer la force (Rome) de leurs armes, ils donnèrent ce nom à la ville qu'ils y bâtirent. »
Au IIe siècle, Pausanias le Périégète, citant le poète Asius, parle d'un Pélasgos qui aurait été le premier homme à débarquer en Arcadie.

## Historiographie
Les inscriptions de stèles (datant de 600 av. J.-C.) trouvées à Lemnos, une île encore habitée à cette époque par les « Pélasges » selon Hérodote et Thucydide, montreraient des influences anatoliennes mais les « Pélasges » peuvent tout aussi bien être proto-indo-européens et l'on recommande aujourd'hui en linguistique, afin d'éviter toute confusion, de n'utiliser les termes « Pélasges » et « pélasgique » que pour désigner les populations préhelléniques et non pour l'ensemble des habitants de la Grèce proto-achéenne.

## Protochronisme
Le protochronisme est un courant pseudo-historique moderne du nationalisme culturel. Certaines constructions, comme les murs cyclopéens d'Athènes, de Crète, d'Étrurie ou d'Anatolie sont parfois qualifiées de « pélasgiques », de même que le culte du Zeus de Dodone en Épire : en ce sens, l'adjectif « pélasgique » désigne indistinctement tout ce qui est pré-hellénique, voire pré-indo-européen . Il désigne aussi comme « Pélasges vinciens » (ou « Vinčiens ») les habitants porteurs de la culture de Vinča et comme « Pélasges diminiens » ceux de la culture de Dimíni, eux aussi préhelléniques, tandis qu'en ethnologie, Evripídis Makrís et Aris Poulianos considèrent les Saracatsanes comme un peuple « pélasge » prénéolithique qui aurait survécu jusqu'à l'époque moderne, bien qu'ils n'apparaissent pas dans les documents avant la fin du XVIIIe siècle.